# هنري أثيرتون فروست
هنري أثيرتون فروست (بالإنجليزية: Henry Atherton Frost)‏ هو مهندس معماري أمريكي، ولد في فبراير 1883 في ماساتشوستس في الولايات المتحدة، وتوفي في 1952.